# Casas baratas

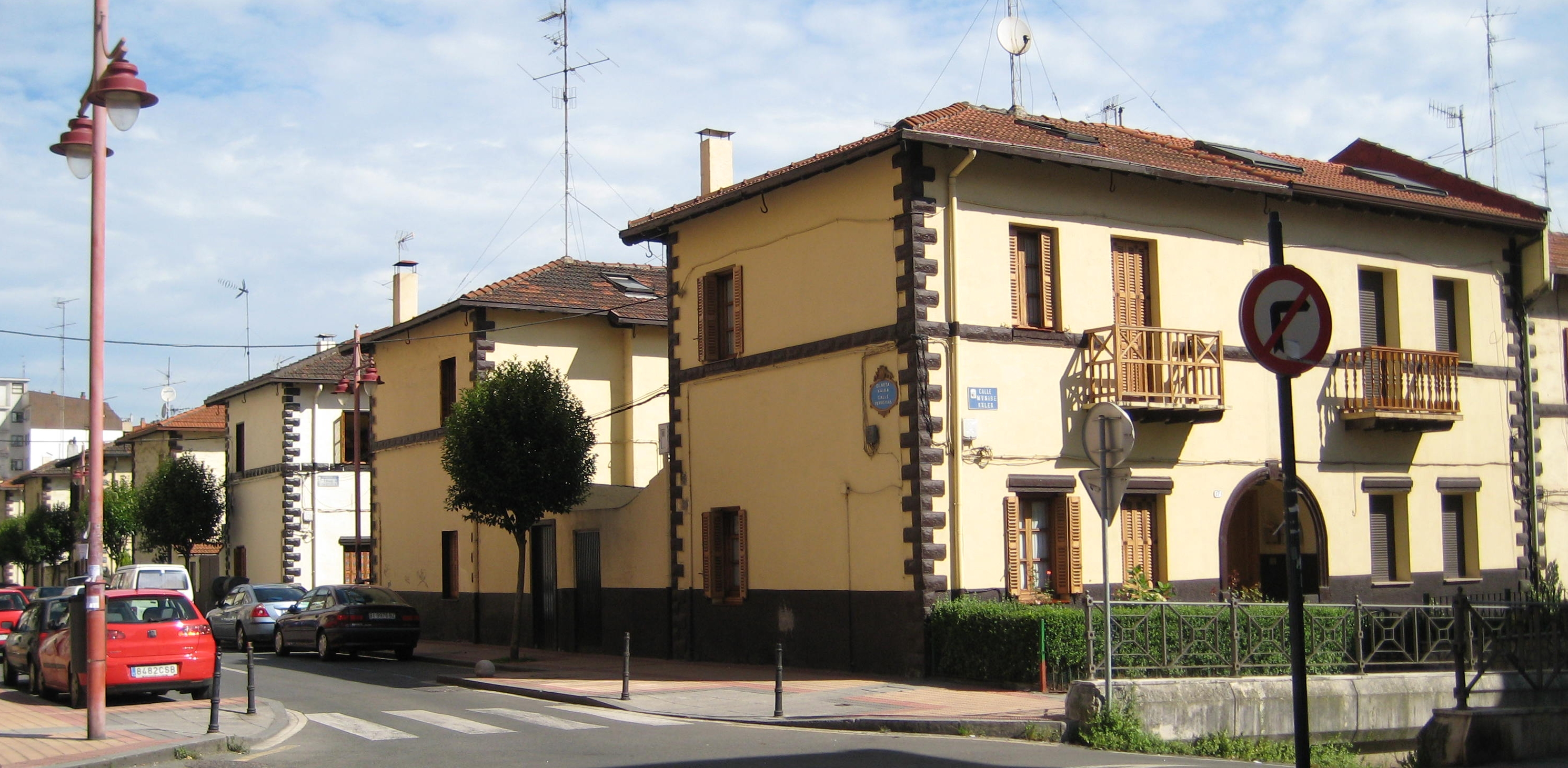
Casas baratas de La Tribu Moderna, diseñadas por Ismael Gorostiza y construidas en 1925 en Baracaldo (Vizcaya, España).

El término casas baratas alude a un tipo de viviendas de propiedad o de alquiler edificadas en España con ayudas oficiales o préstamos de bajo interés, acogiéndose a legislación específica entre 1911 y 1939 y dirigidas a la clase obrera o media-baja de la época. Este corpus legislativo fue sustituido en 1939 por la figura de la vivienda protegida.
Normalmente eran de una o dos plantas y se situaban en los alrededores de las ciudades, en espacios poco urbanizados y en terrenos de bajo coste, para facilitar a sus habitantes (propietarios o arrendatarios) una vida más confortable y sostenible, tanto desde el punto de vista sanitario como medioambiental. Estas viviendas, de baja densidad constructiva, se gestionaban en régimen cooperativo o vinculadas a instituciones públicas (ayuntamientos o partidos políticos) y se cedían en general con opción a compra para promocionar la propiedad de la vivienda frente al alquiler. 

## Contexto histórico

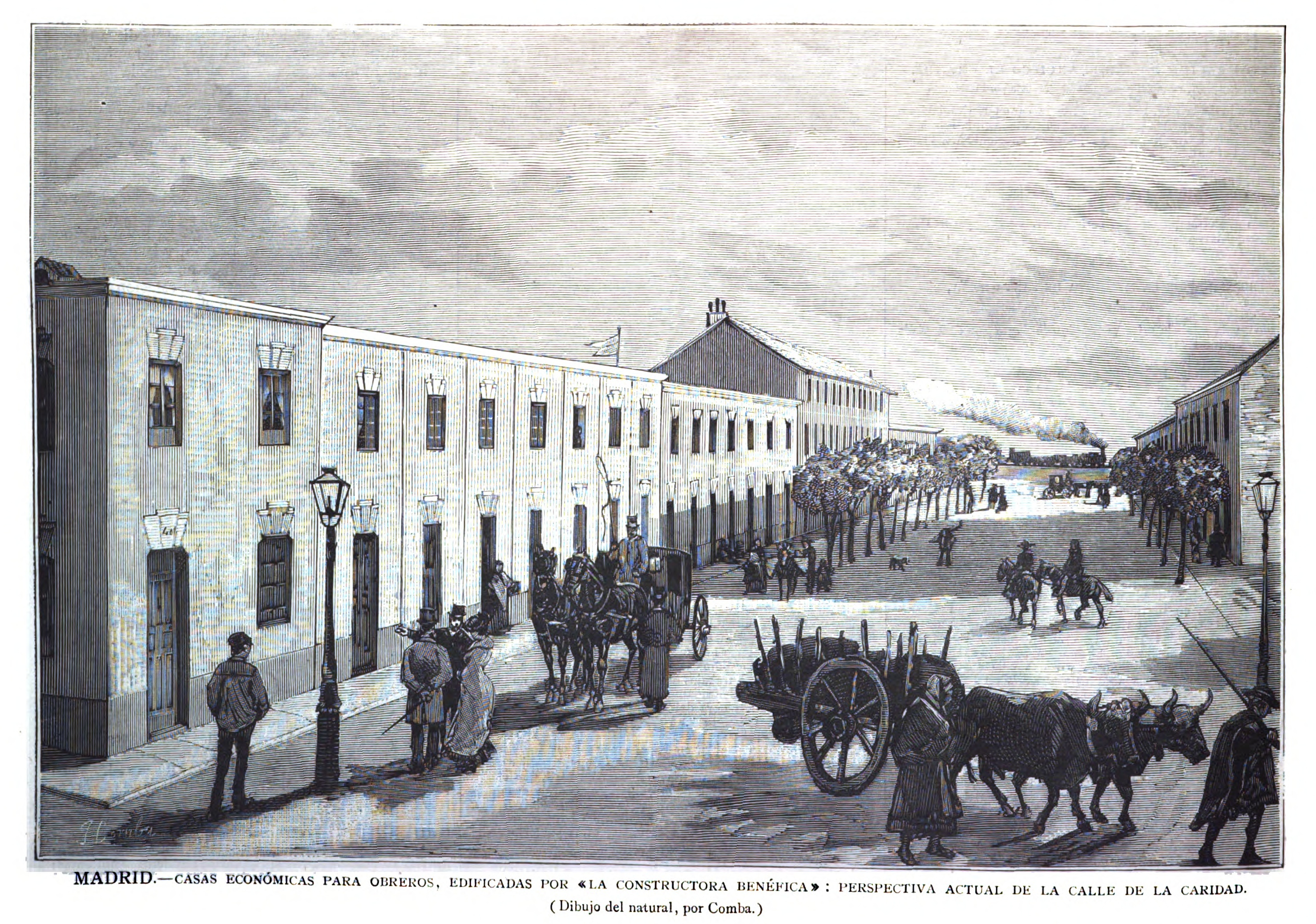
Casas económicas para obreros edificadas por «La Constructora Benéfica» en Madrid (La Ilustración Española y Americana, 1883)

A mediados del siglo XIX durante la Revolución Industrial el crecimiento de las ciudades europeas hizo que las bajas condiciones higiénicas de las viviendas obreras se hicieran cada vez más evidentes y empezaron a surgir movimientos de reivindicación de una mejora de las condiciones de vida. Los barrios obreros carecían de viviendas con unas condiciones higiénicas mínimas, en muchos casos no estaban urbanizados, y el aumento de población y las grandes migraciones de personas del campo a la ciudad provocaron también una falta importante de viviendas, lo que llevaba en muchos casos a las familias a construirse chabolas para poder vivir en la ciudad. Las ciudades contaban con un parque de viviendas escaso y degradado en muchas ocasiones, lo que provocó un aumento del hacinamiento y de la construcción de infraviviendas. En 1853 el Ministerio de Gobernación instaba a los ayuntamientos de Madrid y Barcelona a edificar barrios suburbiales para los pobres, con límites en el precio del alquiler.
La Ley de Arrendamientos en España, la Ley Common Lodging Houses de 1851 en Gran Bretaña o la creación de la Société française des habitations à bon marché en Francia (1889) fueron algunas de las medidas que tomaron los Estados para proteger los derechos de los inquilinos. Durante el siglo XIX se pusieron en marcha los primeros planes urbanísticos de ensanche, como el plan Cerdá en Barcelona y el plan Baixeras en Madrid, y surgieron también movimientos ciudadanos como el higienismo. Existieron movimientos similares en Bélgica, Holanda, Austria o Alemania, aunque no tenían, en esta época legislación específica, pero sí normativa y reglamentos que facilitaban la construcción de viviendas similares.

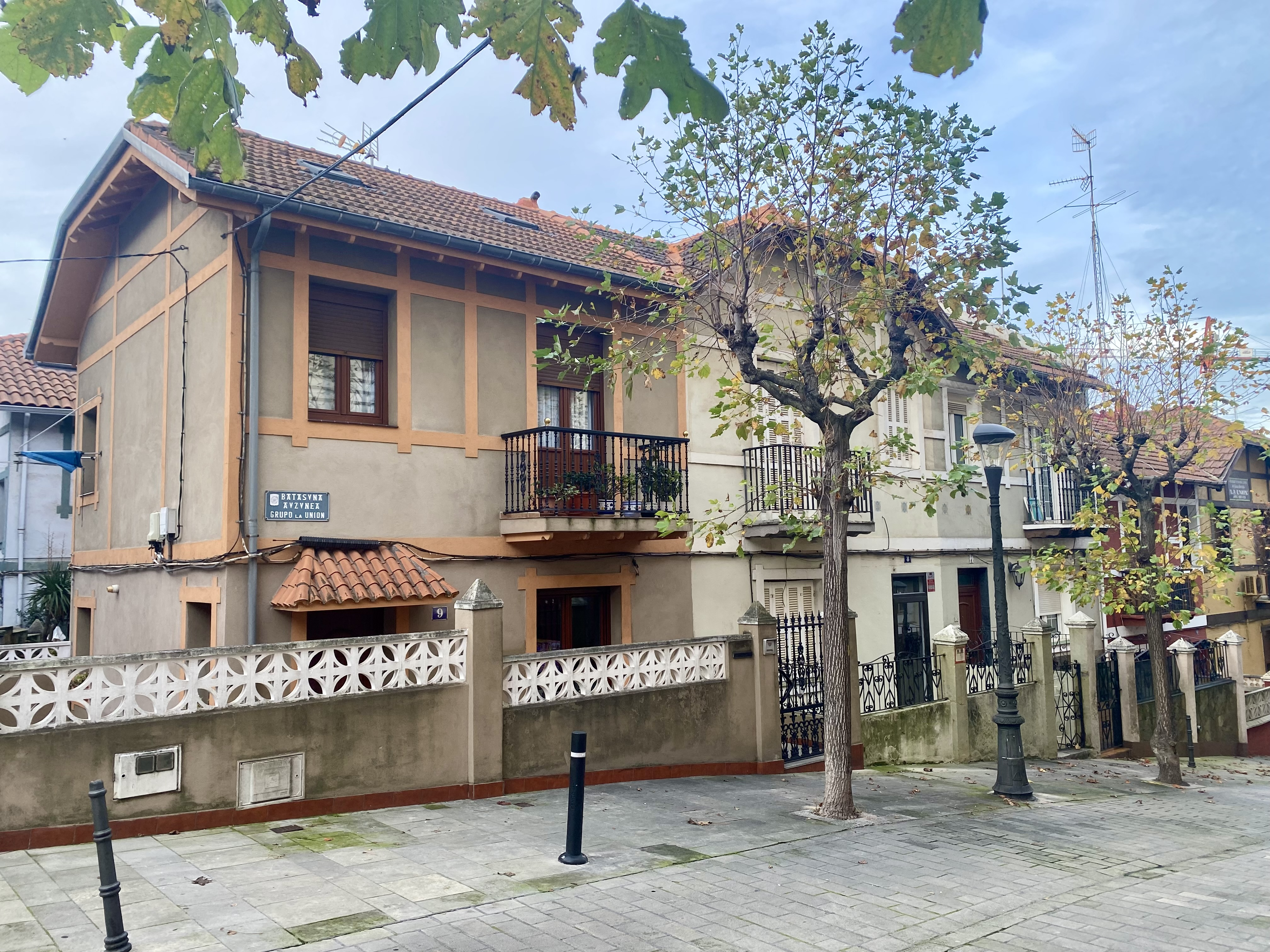
Casas baratas de Grupo La Unión en Sestao

En España las primeras promociones de viviendas sociales asequibles se realizaron en 1911 a partir de la primera Ley de Casas Baratas, promulgada por el Instituto de Reformas Sociales durante el trienio liberal de José Canalejas. Esta ley se acompañó de un paquete de medidas sociales dirigidas a la población trabajadora, en un contexto en el que la conflictividad social adquirió cierto peso como por ejemplo con la revuelta de la Semana Trágica en 1909, la fundación del sindicato anarquista CNT en 1911 o el asesinato del propio presidente del gobierno, José Canalejas, en 1912 a manos de un anarquista.
La propiedad de la vivienda fue uno de los elementos que se promovieron cono herramienta para intentar disminuir la conflictividad social y el auge de los movimientos obreros de izquierdas como el socialismo o el anarquismo, intentando reforzar los valores familiares tradicionales frente a lo colectivo, el arraigo a la propiedad o regulando de la herencia familiar de la vivienda. En el caso de las construidas en Vizcaya por ejemplo, el 95% de las casas baratas se proyectaron en un régimen de propiedad.
En 1926 el partido socialista colaboró estrechamente con la doctrina cooperativista y apoyó el desarrollo de diversas casas baratas en España, como ocurrió en el caso de la Cooperativa de Casas Baratas Pablo Iglesias, Tranviarios de Baracaldo, La Tribu Moderna, La Voluntad, Numancia, Cooperativa Obrera de Casas Baratas de Castellón, la Sociedad Cooperativa Obrera para Casas Baratas de Obreros de Altos Hornos, Casas Baratas de la Cooperativa Obrera Casa del Pueblo de Madrid entre muchas otras. Pese a esto la mayoría de cooperativas tenían una orientación corporativista, regional o de gremios de trabajadores con nombres como la Unión Nacional de Funcionarios Civiles, la Asociación de la Prensa, la Unión Nacional de Funcionarios de la Compañía Telefónica, Empleados y Obreros de Fábricas Militares, etc. También hubo cooperativas formadas a través de organismos de beneficencia como Acción Católica. Durante la dictadura se unieron en su mayoría a la Confederación Nacional de Cooperativas de Casas Baratas.

## Corpuslegislativo
Entre 1911 y 1939 se aprobaron tres leyes de casas baratas con sus respectivos reglamentos. La Primera Ley de Casas Baratas se aprobó el 12 de julio de 1911, la Segunda Ley de Casas Baratas se aprobó el 10 de diciembre de 1921 y la Tercera Ley de Casas Baratas el 10 de octubre de 1924. Estaban bajo ala jurisdicción del el Instituto de Reformas Sociales, y a partir de la reforma de la Dirección General de Trabajo de 1920 pasaron a tener su propia sección enfocada en las casas baratas bajo la dirección del Servicio de Casas Baratas y Económicas.
La primera Ley de Casas Baratas se aprobó en 1911 y su objetivo era la promoción de la construcción de viviendas unifamiliares o colectivas con habitaciones independientes. Estaba pensada para beneficiar a la clase obrera asalariada, así como a las personas que percibiesen “(...) pensiones por razón de servicios prestados al Estado, la provincia, el municipio, o particulares”. Esta segunda acepción a la larga, y sobre todo después de la tercera ley y sus modificaciones, abrió las puertas a la construcción de viviendas destinadas también a funcionarios, militares o a la clase media.
Esta ley fue ampliada con un reglamento en 1912 que regulaba entre otras cosas el máximo que debía obtener de ingresos la persona que solicitara la casa, los requisitos higiénico-sanitarios y la calidad de la construcción, la altura mínima de los techos o su uso (vivienda o industrial en algunos casos).
En 1921 se amplió la ley y posteriormente se aprobaron dos Reglamentos complementarios en 1921 y 1922; durante la dictadura de Primo de Rivera en 1925 se hizo extensiva a la clase media por real decreto. En 1927 se extendió también a los funcionarios y en 1928 a los militares. Además de precisar un trabajo estable y un mínimo de ingresos para acceder a una casa barata la normativa que regulaba los coeficientes de construcción de este tipo de viviendas hizo que los costes fueran demasiado altos para ser asumidos por las clases más desfavorecidas, lo que llevó a que se construyeran viviendas subvencionadas a precios que sólo podían pagar las familias de clase media o acomodadas.
A nivel económico las leyes de casas baratas aplicaban a los promotores inmobiliarios, cooperativas de vivienda, cajas de ahorros, montes de piedad u cualquier promotor privado exenciones de los derechos reales, de los impuestos de transmisión de bienes, de timbre y de naturaleza contributiva a nivel estatal y municipal durante 20 años. También facilitaba el acceso a autorizaciones de crédito y a la gratuidad de los servicios en juzgados, tribunales o en el registro de la propiedad. Se designó una partida presupuestaria estatal dedicada a la adjudicación de crédito y se reguló la cesión de solares públicos. A este efecto se intentó centralizar en 1928 los recursos públicos a través de la Caja para el Fomento de la Pequeña Propiedad y del Patronato de Política Social Inmobiliaria, que no funcionaron debido a que los recursos eran muy inferiores a la demanda. Una cuarta parte de las ayudas económicas estaban reservadas para las cooperativas.
Los ayuntamientos que contaran con barrios de casas baratas debían constituir un tipo de organizaciones llamadas juntas locales de fomento y mejora de habitaciones baratas (o juntas locales de casas baratas) con el objetivo de promocionar los proyectos entre las familias obreras y controlar la ejecución de las obras. Una vez construidas y adjudicadas las viviendas estas organizaciones tenían la intención de evitar que se produjeran conductas inmorales en los edificios, evitar las bebidas alcohólicas, los subarrendamientos o el asociacionismo, entre otras cosas. Estas juntas tenían un carácter conservador debido a la naturaleza de sus miembros ya que de los nueve, cinco eran nombrados por el gobernador (un arquitecto, un médico y un concejal a propuesta del Consistorio y dos vocales a su libre elección), y otros dos tenían que ser del grupo de los cincuenta mayores contribuyentes del municipio. Los dos puestos restantes eran ocupados por inquilinos. A partir de la segunda Ley de Casas Baratas se cambió la estructura de alas juntas, y se formaron con el alcalde, el inspector municipal, un concejal, el arquitecto municipal, un abogado, un vocal del gobernador, dos representantes de las constructoras y dos vocales de los inquilinos.

## Arquitectura
A nivel arquitectónico las casas baratas estaban inspiradas en el movimiento racionalista, liderados por movimientos como el alemán nueva objetividad y representados en España por la generación del 25; y por conceptos como el existenzminimum (mínimo confort deseable), aunque este concepto no fue incluido en una Ley española hasta la revisión de la Ley de Viviendas de Protección Oficial de 1976. Entre los arquitectos 'especializados' hay que citar a Fernando de Escondrillas, constructor en Madrid de las colonias "Pico del Pañuelo" (1927), la colonia del Retiro "La Regalada" (1925-1932); y la "Primo de Rivera" y el "Jardín Municipal" en Chamartín.
La calidad de las edificaciones podía variar enormemente, dependiendo del promotor o de la localidad. En el País Basco las casas tenían mejor calidad constructiva debido a que uno de los requisitos que marcaba la ley era que los materiales de construcción se consiguieran de forma local. Por otro lado el hecho de que las casas pudieran ser adquiridas por funcionarios o militares hizo que muchas de las viviendas tuvieran una calidad mayor de la prevista en sus inicios. A partir de la ley de 1924 se dividieron las casas baratas en cinco categorías. Las más bajas se denominaron casas ultrabaratas o populares, destinadas a las rentas más bajas, las casas baratas y por encima las casas económicas estaban pensadas para la clase media, las casas para funcionarios, construidas únicamente en Madrid y Barcelona, y por último las casas para militares.
Los trabajadores, a menudo organizados en cooperativas de vivienda para facilitar la construcción y la compra a través de crédito, tenían la opción de participar en la construcción para disminuir costes. Se realizaron conjuntos de casas de distinta tipología, siendo la más común las viviendas familiares de dos alturas, situadas en polígonos de viviendas de baja densidad como en Cartagena o Bilbao, aunque en algunos casos se optó por construir casas baratas de mayor altura como en algunas promociones de Baracaldo. Otra estrategia utilizada para disminuir los costes de construcción fue la de bajar la altura de los techos hasta los 2.60, 2.50 e incluso 2.40 metros de altura, ya que según la normativa de la época llegaban a menudo a los 3 metros o más por razones de higiene y ventilación.
El número de habitaciones se diseñaba para facilitar la separación entre padres e hijos, y en ocasiones la separación entre niños y niñas. Empezaron a diseñar las habitaciones para potenciar la ventilación, y contaban con innovaciones como los armarios empotrados, el lavabo e inodoro en el interior de la casa, y a veces con una ducha o una bañera, aunque la falta de un sistema de alcantarillado eficiente generaba que a menudo no se pudiera utilizar, especialmente los primeros años. La falta de estructuras urbanas como alcantarillado, asfaltado de las calles, iluminación pública o espacios comunes como jardines era habitual en este tipo de polígonos de viviendas, situados en el extrarradio de las ciudades y en zonas de difícil acceso.
La urbanización de los terrenos destinados a la construcción de grupos de viviendas de casas baratas tenía que ir a cargo de los ayuntamientos, que a su vez debían facilitar la adjudicación de terrenos para este fin, ya fueran públicos o privados.

## Alcance de las medidas
El alcance de estas leyes fue relativamente moderado. Entre 1921 y 1924 se construyeron alrededor de 1.290 viviendas, principalmente en Madrid, Barcelona, Valencia y Sevilla. La zona de Levante fue especialmente prolífica en casas baratas. Los ayuntamientos donde más se construyeron casas baratas fueron los de grandes ciudades como Madrid, Barcelona, Zaragoza o Valencia, aunque en municipios más pequeños también hubo cierta actividad como en Azcoitia (99 viviendas), Burgos (236), Gijón, León o Mieres.